# Kolveniershof (Leuven)

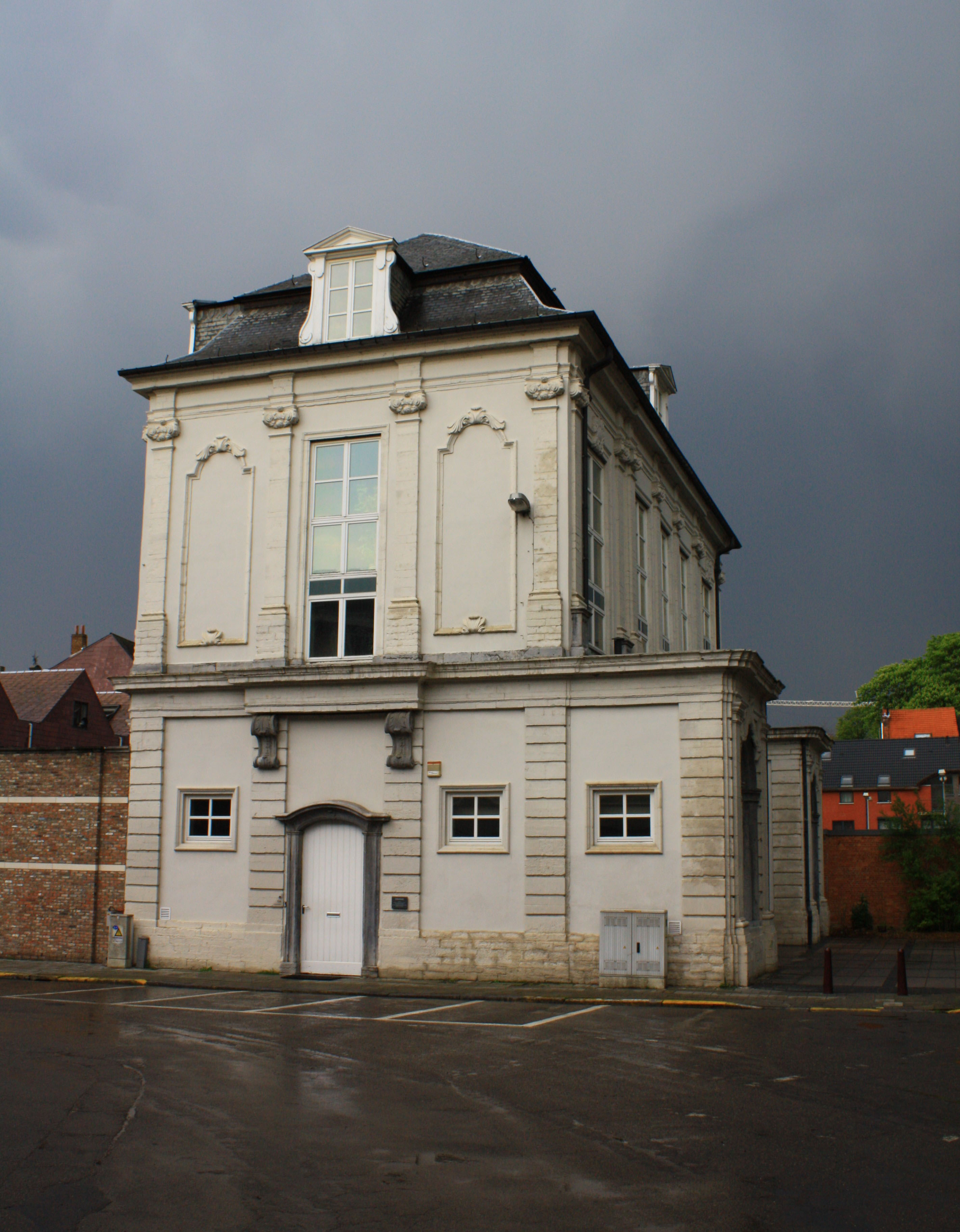
Kolveniershof met U-vorm naar rechts

Het Kolveniershof (1740-1797) was het gildehuis van de Leuvense kolveniers van Sint-Christoffel (Oostenrijkse Nederlanden). Het bevindt zich in de Vital Decosterstraat, naast de Vaartstraat, in Leuven (België).

## Historiek
De gilde van de kolveniers van Sint-Christoffel kocht in 1738 een terrein, buiten de eerste ringmuur van de stad Leuven. Het terrein lag buiten de Steenpoort, naast de Vaartstraat, aan de Houtmarkt (Middeleeuwse term), later in de 19e eeuw ook wel Aardappelmarkt genoemd. In 1740 lieten de kolveniers er hun gildehuis optrekken, in rococostijl. Het gebouw heeft een U-vorm gericht naar de langwerpige tuin. In de tuin schoten ze met hun veldslangen voor de sport, niet als militaire training. Midden in de tuin stond er een klein bos. Vanuit het bos liepen lange hagen door de tuin, wat bijdroeg tot de spektakelwaarde van de schietpartijen. In het gildehuis legden ze hun plechtige eed af en werden er feesten georganiseerd. 
De schulden van de kolveniersgilde stapelden zich op. De rechter besliste dat zij een deel van de tuin moesten verkopen (1787).
Het Frans bestuur in Leuven schafte de kolveniersgilde af (1797), net zoals ze dit deed met andere gilden. Het Kolveniershuis werd eigendom van de stad Leuven, die er een theaterzaal van maakte. In de 19e eeuw waren er soldaten gekazerneerd, en nadien de Leuvense Burgerwacht. De Katholieke Universiteit Leuven bouwde dwars op de Kolveniershof het Instituut voor Bacteriologie, zodat het sindsdien lijkt dat het Kolveniershof aan een plein gelegen is.
In de 20e eeuw was het Kolveniershof tijdelijk een jeugdherberg. Sinds 1994 is het Kolveniershof een dagcentrum voor kinderen en volwassenen met een beperking. Het Kolveniershuis, met de Fuselierssteeg, het enige wat rest van de lange tuin, zijn beschermd erfgoed van de Vlaamse Gemeenschap sinds 1994, omwille van het stadsgezicht.